# Erdenet
Erdenet (mongol: Эрдэнэт) és la segona ciutat en nombre d'habitants de Mongòlia i, també, la capital de la província d'Orkhon.
Està al nord de Mongòlia, en una vall entre el riu Selenga i l'Orkhon a uns 240 km al nord-oest de la capital Ulaanbaatar.
Erdenet va ser construïda el 1975 per explotar els seus dipòsits de coure que són els majors d'Àsia. La societat minera que els explota és una societat mixta entre Rússia i Mongòlia i la mina representa per a Mongòlia la font de divises més important de què disposa.

## Població
| 1975 est. | 1979 cens | 1981 est. | 1985 est. | 1989 cens | 1994 est. | 2000 cens | 2003 est. | 2004 est. | 2005 est. | 2006 est. | 2007 est. | 2008 est. |
| --------- | --------- | --------- | --------- | --------- | --------- | --------- | --------- | --------- | --------- | --------- | --------- | --------- |
| 4,100     | 31,900    | 38,700    | 45,400    | 56,100    | 63,000    | 68,310    | 78,882    | 80,858    | 81,249    | 83,160    | 85,121    | 86,866    |

## Vistes d'Erdenet

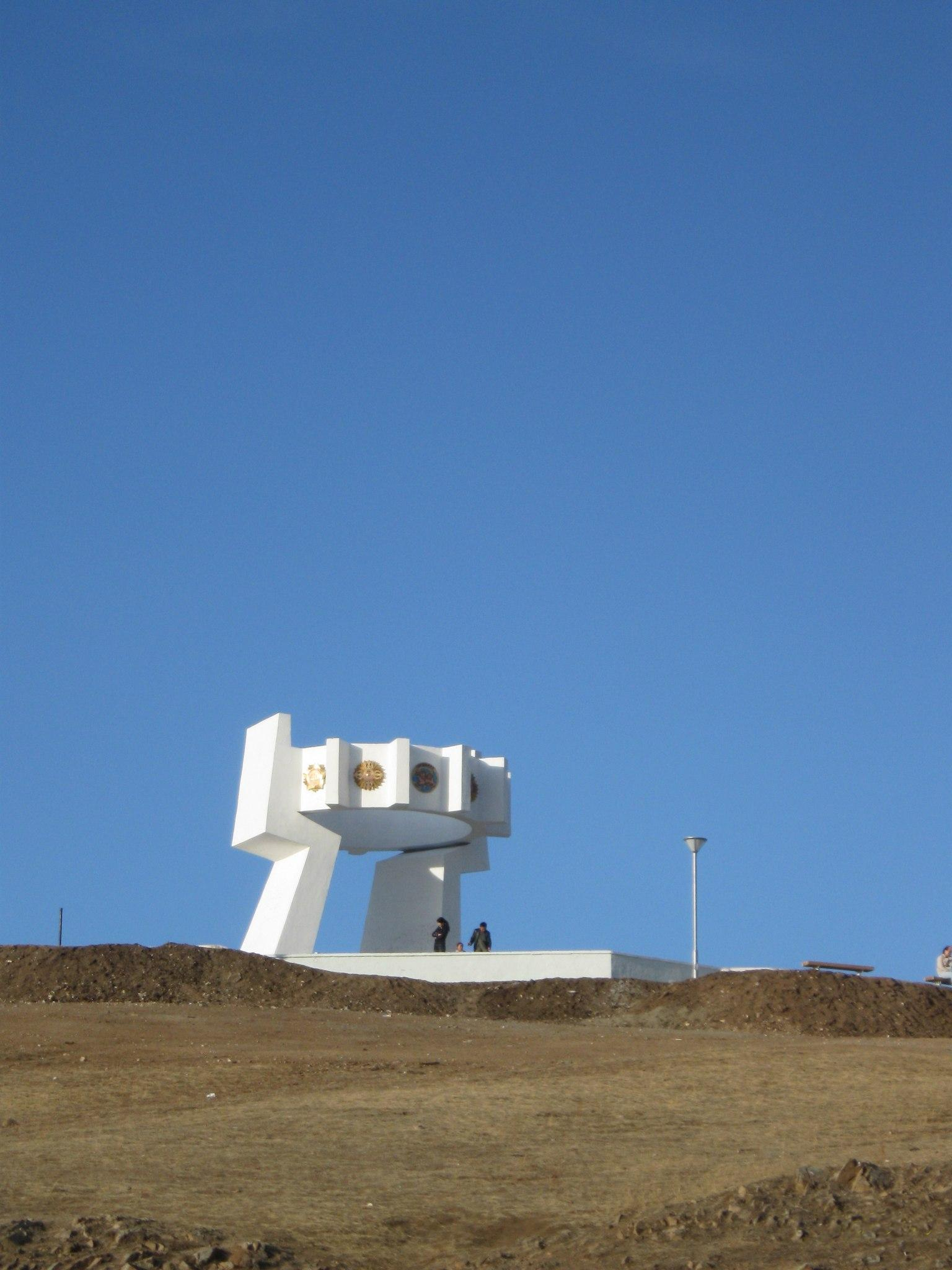
Monument a la fraternitat
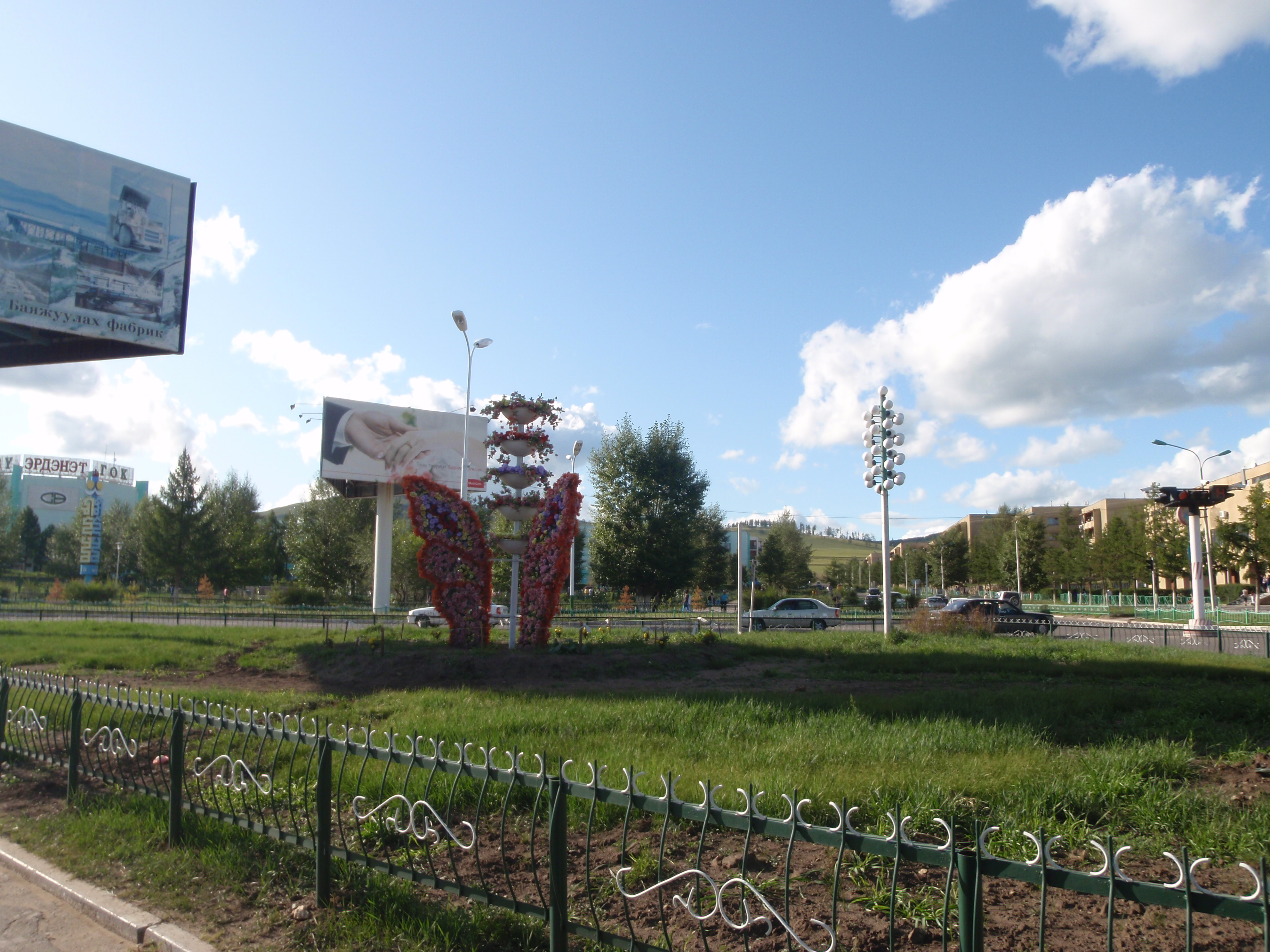
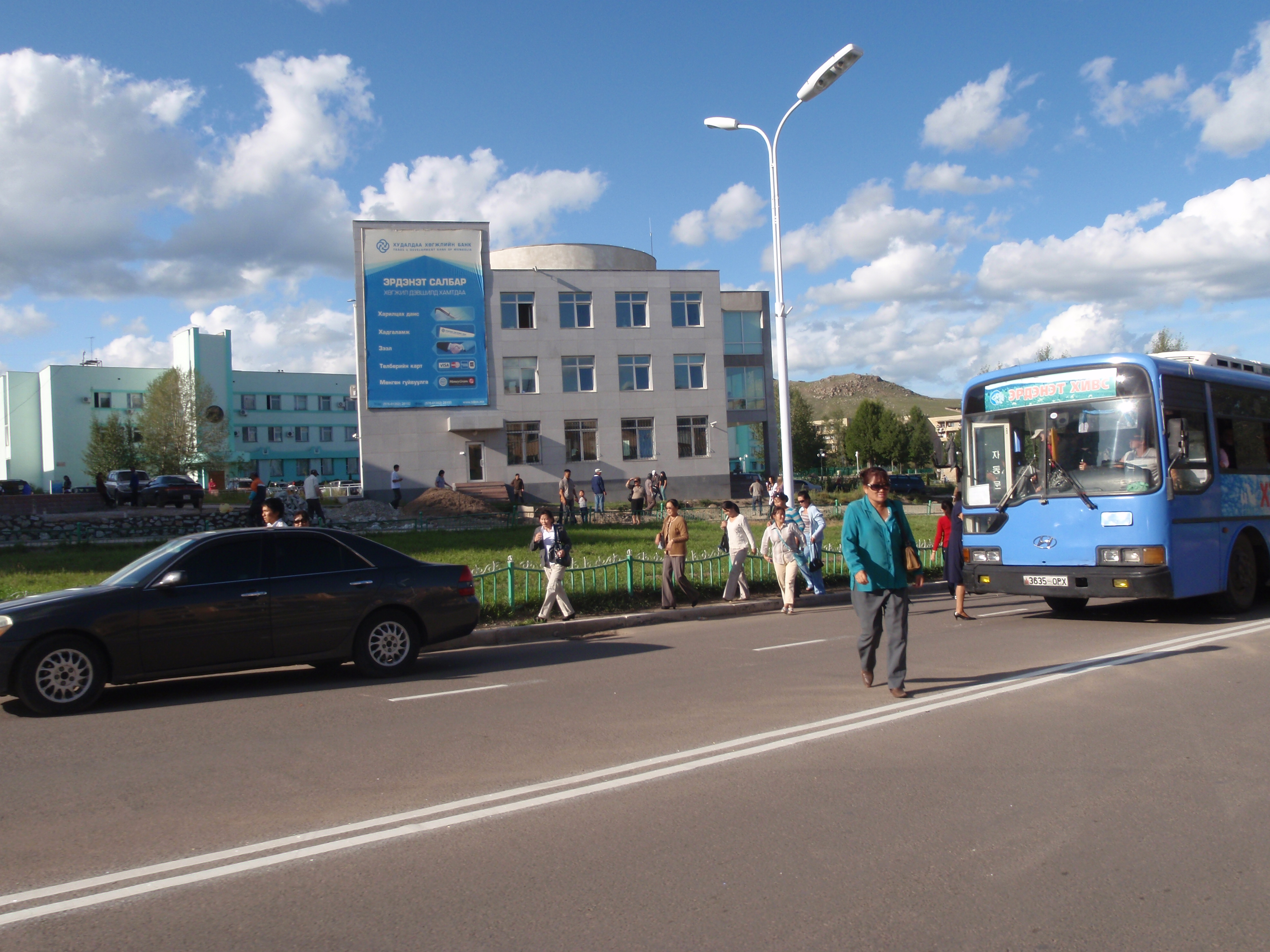
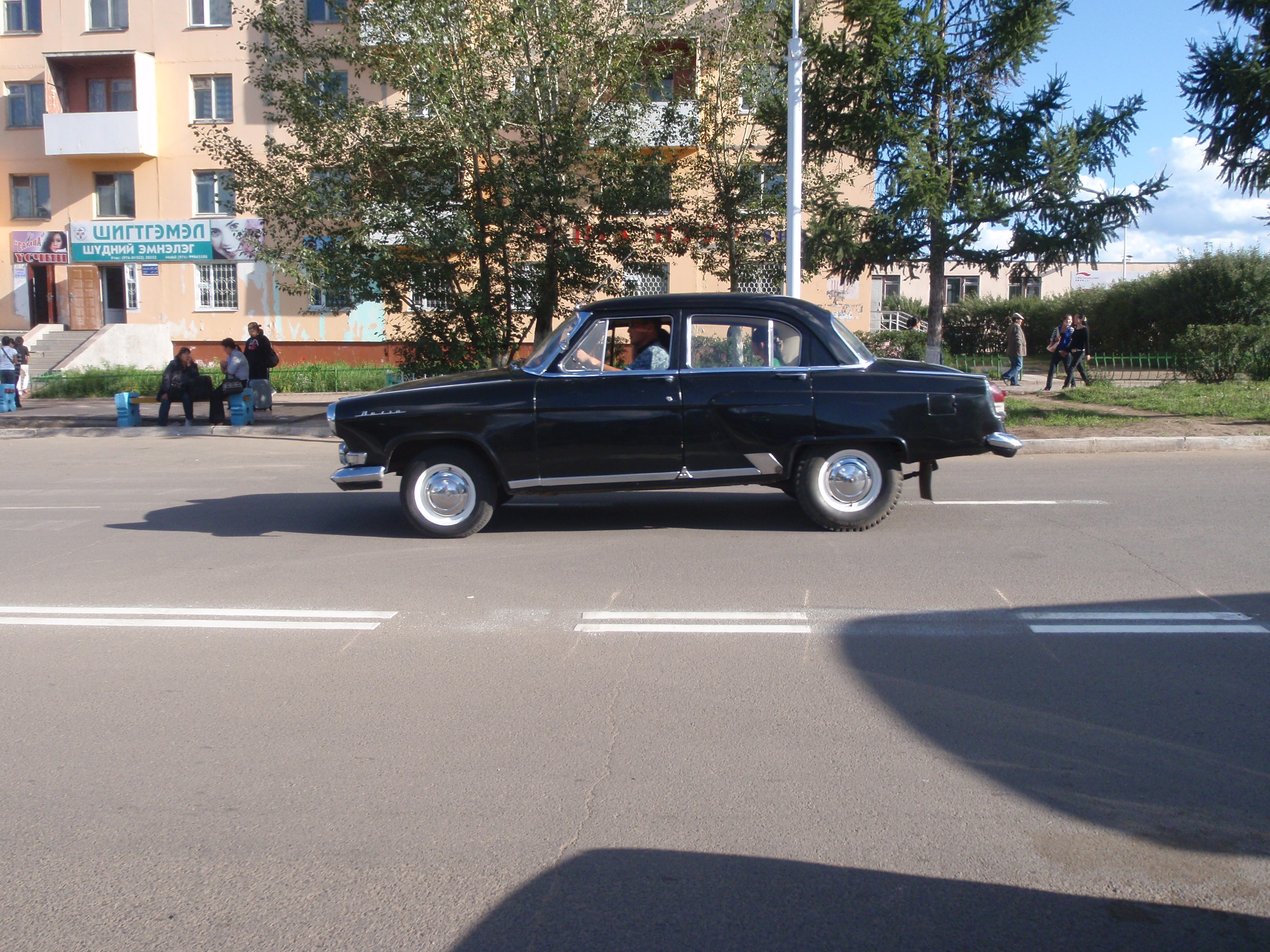

## Corporació minera d'Erdenet
Les mines d'Erdenet extreuen 22,23 milions de tones de mineral cada any i en produeixen 126.700 tones de coure i 1.954 tones de molibdè. Aquesta mina representa el 13,5% del producte interior brut de Mongòlia.

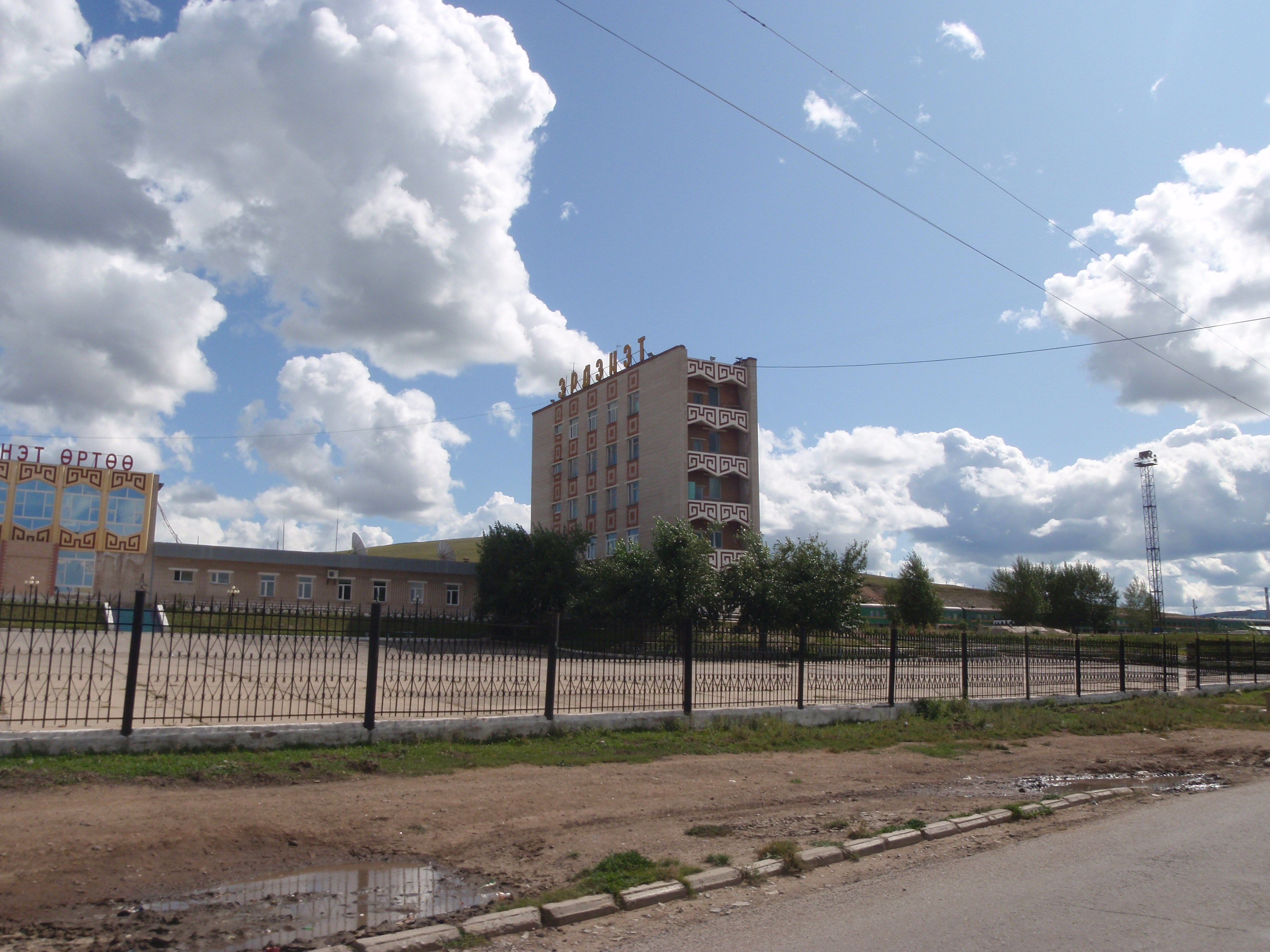
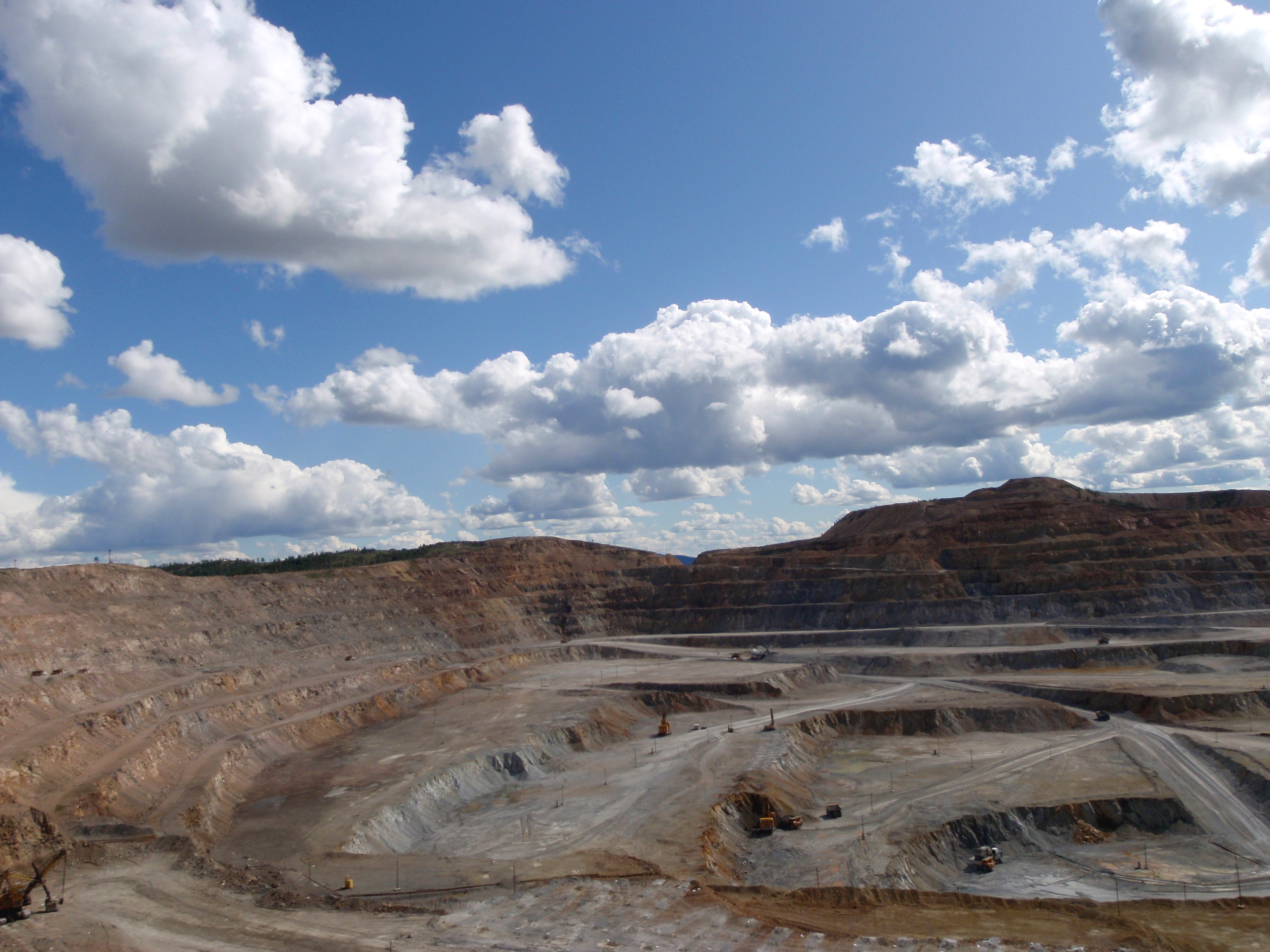
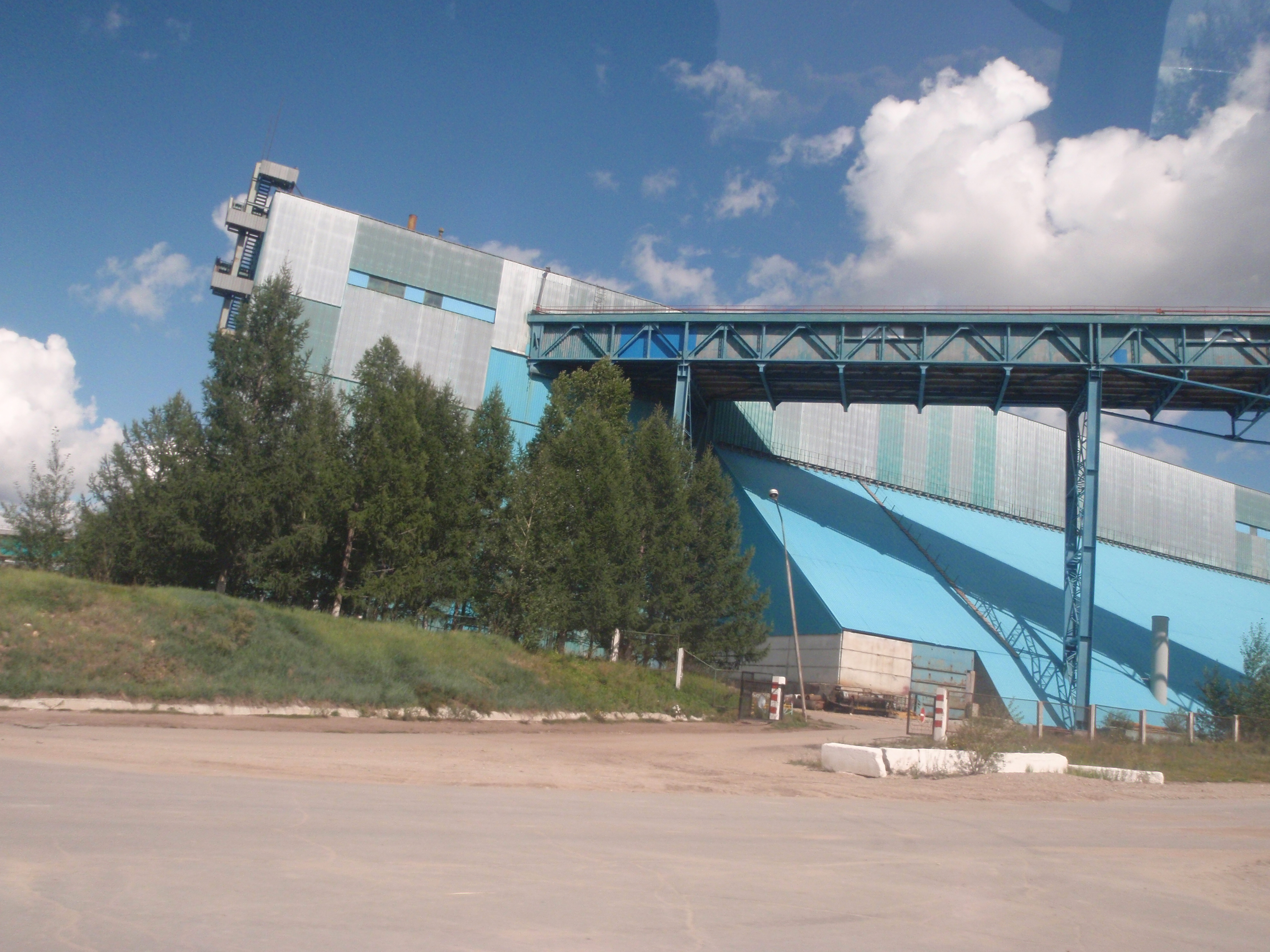
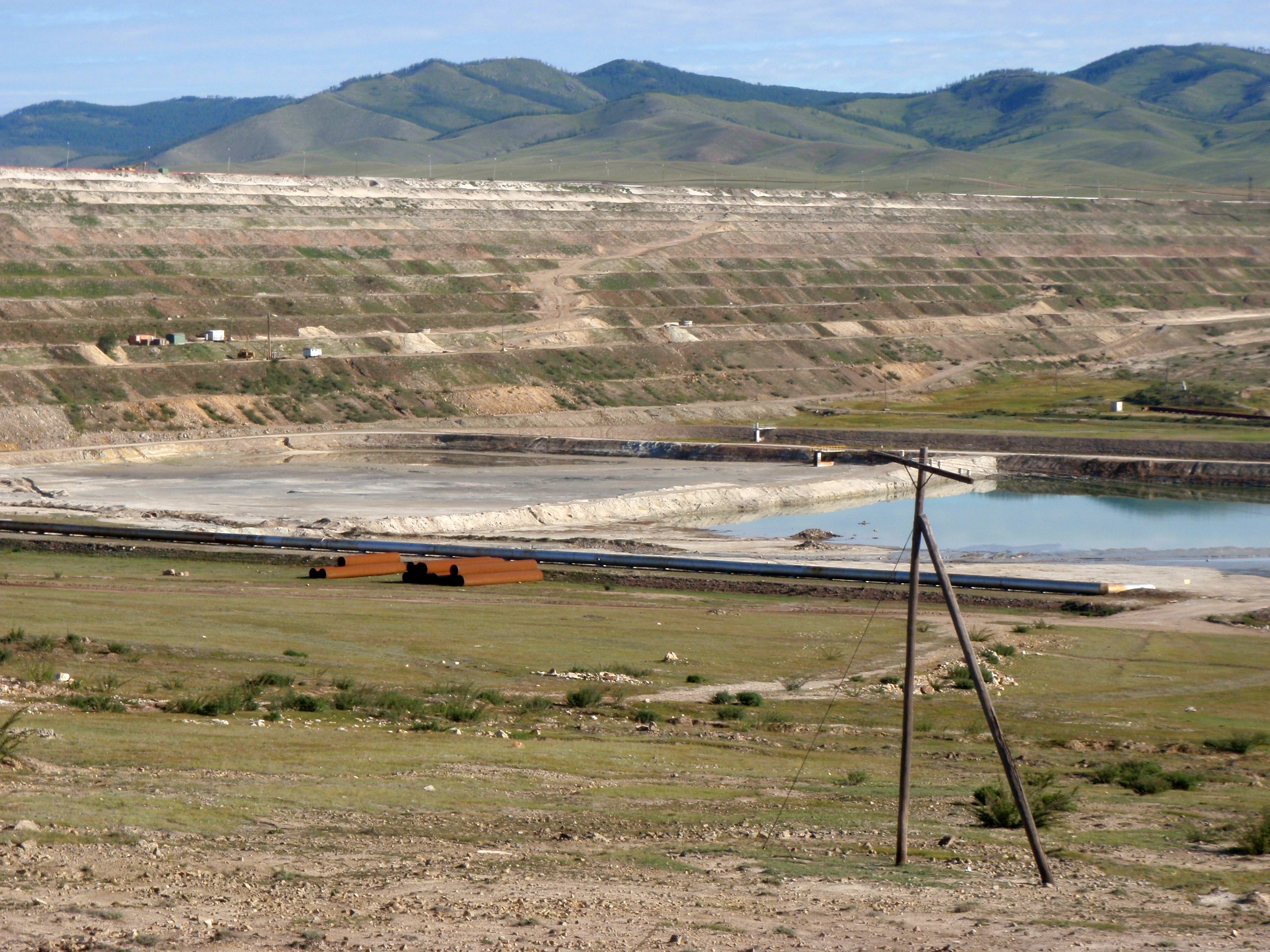